# Jozef Beleš
Jozef Beleš (* 2. března 1951) je bývalý slovenský fotbalista, záložník. Trénuje v nižších soutěžích.

## Fotbalová kariéra
V československé lize hrál za ZVL Žilina, končil v ZZO Čadca ve třetí a druhé lize. V lize nastoupil ke 175 utkáním a dal 27 gólů. Za juniorskou reprezentaci nastoupil ve 2 utkáních.

## Ligová bilance
| Ročník                                      | Zápasy | Góly | Klub       |
| ------------------------------------------- | ------ | ---- | ---------- |
| 1. československá fotbalová liga 1969/70    | 4      | 0    | ZVL Žilina |
| 1. československá fotbalová liga 1972/73    | 29     | 4    | ZVL Žilina |
| 1. československá fotbalová liga 1973/74    | 26     | 3    | ZVL Žilina |
| 1. československá fotbalová liga 1974/75    | 30     | 6    | ZVL Žilina |
| 1. československá fotbalová liga 1975/76    | 28     | 1    | ZVL Žilina |
| 1. československá fotbalová liga 1976/77    | 28     | 5    | ZVL Žilina |
| 1. československá fotbalová liga 1977/78    | 14     | 4    | ZVL Žilina |
| 1. slovenská národní fotbalová liga 1981/82 | 29     | 4    | ZVL Žilina |
| 1. československá fotbalová liga 1982/83    | 15     | 4    | ZVL Žilina |
| 1. československá fotbalová liga 1983/84    | 1      | 0    | ZVL Žilina |
| 1. slovenská národní fotbalová liga 1983/84 | 15     | 1    | ZŤS Martin |
| 1. slovenská národní fotbalová liga 1986/87 | 14     | 1    | ZZO Čadca  |
| CELKEM I. LIGA                              | 175    | 27   |            |